# Gerhard Thurow
Gerhard Thurow (2 de noviembre de 1934 - Tilburg, 11 de abril de 1976) es un expiloto de motociclismo alemán. Fue el primer neerlandés en conseguir un campeonato del mundo cuando se adjudicó el título de 50cc en 1971. Sus mejores años fueron en 1974 y 1975 cuando acabó cuarto en las dos campeonatos de 50 cc. Obtuvo tan solo una victoria en el Gran Premio de Bélgica de 50cc de 1974, tres podios más y dos poles.
El 11 de abril de 1976, durante la disputa del "Olof Wegraces", carrera que se realiza en Tilburg (Países Bajos), Gerhard se estrelló contra un árbol después de intentar, según algunos testigos, superar un doblado a una velocidad demasiado alta. Murió poco después en el hospital.

## Resultados
Sistema de puntuación a partir de 1969:
| Posición | 1  | 2  | 3  | 4 | 5 | 6 | 7 | 8 | 9 | 10 |
| Puntos   | 15 | 12 | 10 | 8 | 6 | 5 | 4 | 3 | 2 | 1  |

(Carreras en negrita indica pole position, carreras en cursiva indica vuelta rápida)
| Año  | Clase | Equipo   | 1       | 2      | 3       | 4     | 5      | 6       | 7       | 8     | 9     | 10    | 11    | 12    | 13    | Pts. | Pos. |
| ---- | ----- | -------- | ------- | ------ | ------- | ----- | ------ | ------- | ------- | ----- | ----- | ----- | ----- | ----- | ----- | ---- | ---- |
| 1964 | 50cc  | Kreidler | USA -   | ESP -  | FRA -   | IDM - | NED -  | BEL -   | ALE 9   | FIN - |       |       |       |       |       | 0    | -    |
| 1965 | 50cc  | Kreidler | USA -   | ALE -  | ESP -   | FRA - | IDM -  | NED 7   | BEL -   |       |       |       |       |       | JAP - | 0    | -    |
| 1965 | 250cc | Adler    | USA -   | GER 7  | ESP -   | FRA - | IOM -  | NED -   | BEL -   | DDR - | CZE - | ULS - | FIN - | NAT - |       | 0    | -    |
| 1969 | 50cc  | Kreidler | ESP -   | GER 10 | FRA -   |       | NED -  | BEL -   | DDR -   | CZE - |       | ULS - | NAT - | YUG - |       | 1    | 38.º |
| 1970 | 50cc  | Kreidler | GER -   | FRA 20 | YUG 11  |       | NED 13 | BEL -   | DDR -   | CZE - |       | ULS - | NAT 7 | ESP - |       | 0    | -    |
| 1970 | 125cc | Maico    | GER Ret | FRA -  | YUG -   | IOM - | NED -  | BEL -   | DDR -   | CZE - | FIN - |       | NAT - | ESP - |       | 4    | 35.º |
| 1972 | 50cc  | Kreidler | GER 5   |        |         | NAT - |        | YUG -   | NED 5   | BEL - | DDR - |       | SWE - |       | ESP - | 12   | 11.º |
| 1973 | 50cc  | Kreidler |         |        | GER Ret | NAT 3 |        | YUG Ret | NED 3   | BEL 5 |       | SWE 4 |       | ESP 4 |       | 36   | 4.º  |
| 1974 | 50cc  | Kreidler | FRA -   | GER -  |         | NAC - |        | NED 12  | BEL 1   | SUE 4 | FIN 4 | CHE 3 | YUG 4 | ESP 5 |       | 57   | 4.º  |
| 1975 | 50cc  | Kreidler | ESP Ret | ALE 7  | NAC Ret | NED 9 | BEL 7  | SUE 5   | FIN Ret | YUG 6 |       |       |       |       |       | 21   | 8.º  |
| 1976 | 50cc  | Kreidler | FRA DNQ |        | NAT -   | YUG - |        | NED -   | BEL -   | SWE - | FIN - |       | GER - | ESP - |       | 0    | -    |